# ماکسیمیلیان مولر
ماکسیمیلیان مولر (انگلیسی: Maximilian Müller؛ زادهٔ ۱۱ ژوئیهٔ ۱۹۸۷) بازیکن هاکی روی چمن اهل آلمان است.
وی همچنین برندهٔ جوایزی همچون برگ بوی نقره‌ای شده‌است.